# ابوذر غفاری
ابوذر غِفاری یا جُندب بن جُناده یکی از صحابیون محمد بن عبدالله و از حامیان علی بن ابی‌طالب بود. عمدتاً با نام ابوذر شناخته می‌شود. البته نام‌های دیگری هم برای او ذکر شده‌است.

## نام و نسب و تولد
ابوذر غفاری یا جندب بن جناده از صحابی محمد است. تاریخ تولد او مشخص نیست اما چون گفته اند که در کهنسالی فوت کرده است می بایست قبل از اسلام عمر زیادی کرده باشد. ابن سعد، ابن هشام و برقی لقب او را بریر ذکر کرده اند. نسب وی تا عدنان مشخص است و او را به قبیله بنی غفار نسبت داده اند. مادرش نیز از همین قبیله بوده است. ابوذر در میان اصحاب محمد به لقمان معروف بود و محمد نصایح و موعظه های زیادی به ابوذر کرده است که در کتابها آمده است.

## پیش از اسلام
گفته می‌شود که وی پیش از مسلمان شدن، یکتاپرست بوده‌است. در منابع اسلامی نوشته‌اند: روزی قدری شیر نزد بت قبیله اش که «مناه» بود برد و منتظر شد که ببیند بت چه می‌کند. ناگاه دید روباهی آمد و شیر را خورد و بر سر و روی بت، بول کرد و رفت. دیدن این منظره ابوذر را به فکر فرو برد و با خود گفت: «بتی که این قدر مفلوک است که روباهی را نمی‌تواند از خود دور کند، چگونه می‌تواند معبود من باشد و دفع زیان من و دیگران بنماید؟» همین اتفاق سبب شد که دست از بت‌پرستی بردارد و به دنبال حنفای خود برود. او سالها پیش از بعثت محمد دست از بت‌پرستی برداشت و در زمره حنفای زمان خود درآمد.
طبق برخی از روایات، او قبل از بعثت نماز می‌خواند و هنگامی که از او پرسیدند: «به کدام جهت نماز می‌خواندی؟» پاسخ داد: «حیث وَجَّهَنی الله» بدان سو که خداوند مرا متوجه می‌کرد.

## ایمان به اسلام
وقتی اخبار محمد بن عبدالله  به گوشش رسید، برادرش اُنیس را به مکه فرستاد تا در مورد دین محمد تحقیق کند. اما اطلاعاتی که برادرش برایش آورد، وی را راضی نکرد و شخصاً به مکه رفت. یک روایت می‌گوید که وی در کعبه با محمد و ابوبکر دیدار کرد و دیگر روایت می‌گوید که علی وی را پنهانی سوی محمد برد. او بلافاصله اسلام آورد. دانشنامه اسلام بر این باور است که به‌طور شگفت‌انگیزی ادعا شده که ابوذر از پنجمین (یا حتی چهارمین) اسلام آورندگان است. او به منزلش رفت و بعد از غزوه خندق در سال ۵ هجری/۶۲۷ میلادی، به مدینه آمد.
ابوبصیر از جعفر بن محمد صادق امام ششم شیعیان دوازده امامی روایت می‌کند که ابوذر در دره مُرّ (دره ای در یک منزلی مکه) گوسفند می‌چرانید. گرگی از سمت راست حمله کرد، او را راند. از سمت چپ حمله کرد، او را با چوبدستی خود راند. سپس بدان گرگ گفت: «من گرگی پلیدتر و بدتر از تو ندیدم!»
گرگ به سخن آمد و گفت: «از من بدتر اهل مکه هستند که خدای عزوجل پیامبری به سوی آنها فرستاده‌است ولی او را تکذیب می‌کنند و دشنام می‌دهند.» این سخن در ابوذر اثر کرد و به جستجوی رسول خدا راهی مکه شد. چون در راه خسته شده بود، وقتی کنار چاه زمزم رسید دلو را در چاه کرد تا آب بنوشد؛ ولی جای آب، شیر بیرون آمد. ابوذر گفت: «به خدا سوگند این جریان مرا بدان چه گرگ گفته‌است راهنمایی می‌کند.» شیر را نوشید و به گوشه مسجد آمد دید قریش دور هم حلقه زده به پیامبر دشنام می‌دهند، تا اینکه نزدیک غروب ابوطالب وارد مسجد شد و آنان ساکت شدند.
تا آخر روز ابوطالب با آنان سخن گفت، آنگاه برخاست و رفت. ابوذر هم به دنبال او راه افتاد. ابوطالب از او پرسید: «حاجت تو چیست؟» ابوذر گفت: «پیامبری را که میان شما مبعوث شده می‌خواهم.» ابوطالب پرسید: «با او چه کار داری؟» گفت: «می‌خواهم به او ایمان بیاورم، او را تصدیق کنم، خود را در اختیار او بگذارم و هرکاری که دارد و هر چه دستور دهد انجام دهم.» ابوطالب گفت: «فردا همین موقع نزد من بیا.» روز بعد ابوذر آمد دید که قریش مانند روز قبل پیامبر را دشنام می‌دهند، ولی با آمدن ابوطالب ساکت شدند و همان گفتگوهای قبل بین ابوطالب و ابوذر تکرار شد سپس او را نزد حمزه برد و ابوذر همان سخنان قبلی خود را به حمزه گفت حمزه بدو گفت: «گواهی می‌دهی که معبودی جز خدای یگانه نیست و اینکه محمد رسول خداست؟» ابوذر شهادت داد و حمزه او را به خانه جعفر برد و بار دیگر از او شهادتین را اقرار گرفت. بعد جعفر او را نزد علی آورد و ابوذر نزد ایشان نیز شهادتین را بر زبان جاری ساخت و تقاضای ملاقات رسول خدا را کرد.
ابوذر می‌گوید: «علی مرا به خانه‌ای برد که رسول خدا در آنجا بود، سلام کرده نشستم. رسول خدا به من فرمود: «چه حاجتی داری؟» عرض کردم: «پیامبری را که بین شما مبعوث شده می‌خواهم» فرمود: «با او چه کار داری؟» گفتم: «می‌خواهم بدو ایمان بیاورم و تصدیقش کنم و هر دستوری به من دهد، انجام دهم.» پیامبر گفتد: «گواهی بده که معبودی جز خدای یکتا نیست و این که محمد رسول خداست.» من شهادت دادم. آنگاه رسول به من فرمود: «ای ابوذر به سوی بلاد خویش بازگرد که عموزاده‌ات از دنیا رفته و هیچ وارثی جز تو ندارد. پس اموال او را برگیر و نزد خانواده ات برگرد تا کار ما آشکار شود.» ابوذر برگشت و آن مال را گرفت و نزد خانواده اش ماند تا کار رسول خدا آشکار شد.

## شرکت در جنگ‌ها
ابوذر در جنگ های بسیاری حضور داشت. در غزوه غابه گزارش شده که شتران محمد را به چراگاه برده است. در غزوه بنی المصطلق و نیز عمره پیامبر جانشین محمد در مدینه بود. در جریان فتح مکه ابوذر پرچم سپاهیان ۳۰۰ نفری بنی غفار را در اختیار داشت. در غزوه حنین نیز گزارش شده که حضور داشته است. در غزوه تبوک پس از طی قسمتی از مسیر بخاطر مرگ شترش از کاروان بازمانده. عده ای وی را به تخلف متهم کردند. اما ابوذر بارش را در حالی که به دوش گرفته بود با پای پیاده به آنها پیوست. محمد او را تحسین کرده و با اعضای خاندان خود همانند خواند و سرانجامش را پیش بینی کرد.
در مسند احمد آمده ابوذر در زمان خلافت عمر در فتح مصر شرکت کرد اما بخاطر روایتی از محمد که فتح مصر را پیش بینی کرده بوده و سپس سفارش کرده بود در شرایطی خاص از انجا خارج شوند، از مصر خارج می شود.
وی همچنین به در سال ۲۳ هجری قمری در نبرد عمّوریّه به فرماندهی معاویه شرکت می‌کند و در سال ۲۷ یا ۲۸ هجری قمری در نبرد قبرس شرکت می‌کنند سپس تا سال ۳۰ هجری قمری با سپاهیان خود در مرز روم می‌ماند تا در نبردهای مسلمانان شرکت کند و در این ایام گاه به بیت المقدس سفر می‌کرد.

## پیمان برادری
درباره اینکه ابوذر با چه کسی پیمان برادری خوانده اختلاف وجود دارد. ابن سعد در طبقات اصل آ ن را درباره ابوذر انکار می کند چرا که پیمان ها پیش از جنگ بدر با نزول آیه ارث قطع شده و تا آن هنگام وی به مدینه هجرت نکرده بود. بر همین اساس برادری او با منذربن عمر را که رد جریان بئر معونه در سال سوم هجری به فوت میکند را رد می‌کنند. بعضی برادری او را با ابن مسعود و برخی با بلال و برخی با سلمان و برخی با ابودردا ذکر کرده اند. اما بعضی با استناد به حدیثی از علی بن الحسین و ذکر دو دلیل برادری او را با سلمان فارسی درست می‌کنند.

## در عصر خلفا
پس از مرگ محمد وی از بیعت با ابوبکر خودداری کرد، اما سرانجام با اکراه بیعت کرد. او از یاران نزدیک علی بود و در مراسم تشییع فاطمه شرکت داشت.
ابوذر به اسراف و هدر دادن بیت المال حساس بود، در زمان عثمان با استفاده از مصونیتی که بخاطر هم‌صحبتی با محمد داشت بی پروا نهی از منکر می‌کرد و به ثروت اندوزی ها، اسراف ها و گماردن خویشان در امور مهم عثمان در مدینه و کارگزار او معاویه در دمشق اعتراضات گسترده‌ای کرد. وقتی معاویه کاخ سبز را در دمشق می سازد به وی اعتراض می‌کند که اگر این خانه را از مال خدا ساخته ای خیانت است و اگر از مال خود ساخته‌ای اسراف است. وی در برابر کاخ معاویه فریاد می‌زد و او را به خیانت در بیت‌المال یا اسراف متهم می‌کرد و کارهای او را مخالف با قرآن و سنت می دانست.
عثمان عاملان خود را پیش ابوذر می‌فرستد و از وی میخواهد که به رفتارش (که احتمالا خواندن قران و تفسیرش بود) پایان دهد. اما ابوذر نمی‌پذیرد و می‌گوید رضای خدا را بر انزجار عثمان ترجیح می‌دهد.

## اعتراض و تبعید
بنابر نقل ابن ابی الحدید، در پی بخشش مبالغ بیت المال به مروان بن حکم، زید بن ثابت و دیگران توسط عثمان، ابوذر در کوچه و خیابان فریاد می‌زد و اعتراض می‌کرد تا اینکه عثمان، او را از مدینه اخراج و به شام تبعید کرد. اما اعتراض‌های او به کارهای معاویه در شام موجب شد که معاویه او را به مدینه بازگرداند. وی پس از آن در مدینه زندگی می‌کرد و بخاطر اعتراض به حکومت اشرافی، عثمان او را به صحرای بی آب و علف ربذه تبعید کرد و در غربت و در سال ۳۱ یا ۳۲ هجری/۳–۶۵۲ میلادی در آن جا درگذشت.

## درگذشت
ابوذر سرانجام در سال ۳۱ یا ۳۲ هجری قمری مصادف با ۳-۶۵۲ میلادی در ربذه فوت می‌کند و در همان‌جا به خاک سپرده می‌شود. به اتفاق تاریخ‌نویسان مسلمان، محمد جزئیات مرگ ابوذر را پیش‌بینی و او را آگاه کرده بود که تنها زندگی می‌کند و تنها می‌میرد و تنها وارد بهشت خواهد شد.
و گفته بود پس از مرگش گروهی از صالحان کفن و دفن او را به عهده می‌گیرند. پس از مرگ وی همسر ابوذر کاروانی که عبور می‌کرد را از مرگ ابوذر مطلع کرد و آنان وی را به خاک سپردند. بنابر برخی منابع، عبدالله بن مسعود این کار را انجام داد. برخی از دیگر از منابع آن را به مالک اشتر یا شخصی دیگر نسبت می‌دهند. دائرة‌المعارف بزرگ اسلامی، وجود آرامگاه ابوذر در استانبول را مایه‌ی شگفتی می‌داند در حالی که هیچکس از دفن ابوذر در ربذه تردیدی نکرده است.
وقتی خبر مرگ ابوذر به مدینه می‌رسد، میان عماریاسر و عثمان مشاجره تندی پیش می‌آید، عثمان فرمان می‌دهد که عمار را بزنند و به ربده تبعید کنند، ولی علی، عثمان را از این کار منع می‌کند و عبدالرحمن بن عوف را به خاطر مرگ ابوذر سرزنش می‌کند.
درگیری ابوذر با عثمان که موجب تبعید و سپس مرگ وی شد موجب بحث‌های کلامی زیادی شده است. برخی فرمان تبعید ابوذر توسط عثمان را از مطاعن به معنای طعنه شدید و ناسزای عثمان شمرده‌اند. اما قاضی عبدالجبار از عثمان دفاع کرده و روایت‌های طرفداران عثمان را ذکر کرده که ابوذر به میل و اختیار خویش به ربذه رفته است و گفته در صورت فرض اثبات تبعید ابوذر توسط عثمان این کار به صلاح وی بوده که مبادا اهل مدینه به او آسیبی برسانند. سیدمرتضی استدلال قاضی عبدالجبار را نپذیرفته و با استناد به روایت‌های معتبر تاریخی ثابت کرده که عثمان به اجبار ابوذر را به ربذه فرستاده. ابن ابی الحدید نیز رای سیدمرتضی را صحیح دانسته است.

## ویژگی‌ها
در منابع به خضوع و ساده زیستی ابوذر اشاره شده و این مهم وی را به عیسی بن مریم همانند کرده‌است. او به دین اسلام پایبند بود و علی او را مشتاق به فراگیری علم معرفی کرده است. جامه کم بهاء می پوشید، مالی بیشتر از نیاز روزانه اش نگه نمی‌داشت و در سخت ترین حالات کمک کسی را نمی‌پذیرفت.
محمد به ابوذر علاقه داشت و وی را یکی از ۱۴ رفیق خود شمرده بود. درباره وی گفته بود آسمان بر کسی راستگوتر از ابوذر سایه نیفکنده و زمین مانند او را حمل نکرده است. صداقت ابوذر در بین عرب ضرب المثل بود. با این حال هیچگاه مسئولیتی از طرف محمد به وی واگذار نشده بود و از آنان که بعد از مرگ محمد مقام سیاسی می‌پذیرفتند دوری می جسبت. از همین روی ابوموسی اشعری وی را برادر خطاب می‌کند اما وی در جواب می گوید پیش از آنکه مسئولیتی در خلافت عثمان به عهده بگیری برادرت بوده‌ام.
گفته می‌شود که در علوم دین با عبدالله بن مسعود برابری می‌کرد؛ و تا آخر عمر از خلافت علی دفاع کرد.
 

ابوذر به نقل حدیث دلبسته بود بطوری که در زمان عمر بخاطر نقل حدیث زندانی شد. در منابع از ابوذر ۲۸۱ حدیث نقل شده که صحیح بخاری و صحیح مسلم، ۳۱ عدد از آنان را روایت کرده‌اند همچنین در کتب اربعه شیعه احادیث زیادی از وی نقل شده است. علامه امینی در کتاب الغدیر به نقل از شهاب الدین ابشیهی آورده‌است که:
جبرئیل در صورت دحیه کلبی نزد محمد بود که ابوذر بر ایشان بگذشت و سلام نگفت. جبرئیل گفت: این ابوذر است، اگر سلامی می‌داد پاسخ او را می‌دادیم، گفت: جبرئیل! مگر می‌شناسی‌اش؟ گفت: سوگند به آن کس که تو را به راستی به پیغمبری برانگیخت که او در ملوک هفت آسمان معروف تر است تا در زمین. پرسید: چگونه خود را به این مقام رسانده؟ گفت: با پارسائی‌اش در برابر اموال نابود شوندهٔ جهان. این گزارش را زمخشری نیز در باب ۲۳ از ربیع الابرار یاد کرده‌است.
در کتاب فضائل و سیره چهارده معصوم در آثار استاد حسن‌زاده آملی آمده‌است:
روزی ابوذر بر پیغمبر گذشت، جبرئیل به صورت دحیه کلبی در خدمت آن حضرت به خلوت نشسته و سخنی در میان داشت. بگذشت. جبرئیل گفت: یا رسول‌الله! ابوذر بر ما گذشت و سلام نکرد؛ اگر سلام می‌کرد، ما او را جواب سلام می‌گفتیم، به درستی که او را دعایی هست که در میان اهل آسمانها معروف است؛ و چون من عروج کنم، از وی سؤال کن. چون جبرئیل برفت، ابوذر بیامد. حضرت فرمود که: ای ابوذر! چرا بر ما سلام نکردی؟ ابوذر گفت، چنین یافتم که دحیه کلبی در حضورت بود و برای امری او را به خلوت طلبیده‌ای، نخواستم کلام شما را قطع کنم. حضرت فرمود که: جبرئیل بود و چنین گفت. ابوذر بسیار نادم شد. حضرت فرمود که: چه دعاست که خدا را به آن می‌خوانی که جبرئیل خبر داد که در آسمانها معروف است؟ گفت: این دعا را می‌خوانم: «اللهم انی اسالک الایمان بک و التصدیق بنبیک و العافیه من جمیع البلاء و الشکر علی العافیه و الغنی عن شرار الناس».

## تشیُع در لبنان
گفته شده زمانی که ابوذر در منطقه شام آن زمان که شامل همه یا قسمتی از لبنان فعلی نیز می‌شده است ضمن مبارزه با ثروت اندوزی های معاویه شیعه را در آنجا تبلیغ می‌کرده و شیعه شدن شیعیان لبنان به سبب فعالیت های ابوذر بوده است.